# Eclissi solare del 1º novembre 1948
L'eclissi solare del 1º novembre 1948, di tipo totale, è un evento astronomico che ha avuto luogo il suddetto giorno attorno alle ore 05:59 UTC. La durata della fase massima dell'eclissi è stata di 1 minuto e 56 secondi e l'ombra lunare sulla superficie terrestre raggiunse una larghezza di 84 km. Il punto di massima totalità è avvenuto in mare lontano da qualsiasi terra emersa. 
L'eclissi del 1º novembre 1948 divenne la seconda eclissi solare nel 1948 e la 113ª nel XX secolo. La precedente eclissi solare si è verificata in 9 maggio 1948, la successiva il 28 aprile 1949.
La totalità era visibile dal Congo Belga (l'odierna Repubblica Democratica del Congo), dal Protettorato dell'Uganda (l'odierna Uganda) compresa la capitale Kampala, il Kenya britannico (l'attuale Kenya) compresa la capitale Nairobi, le Seychelles britanniche (le odierne Seychelles) e le Mauritius britanniche (l'odierna Mauritius). Durante questa eclissi fu scoperta la cometa C/1948 V1, nota anche come cometa dell'eclissi del 1948.

## Percorso e visibilità
L'eclissi si è manifestata all'alba locale nei territori settentrionali dell'allora Congo belga. In seguito l'ombra della luna è passata verso sud-est attraverso l'Uganda britannica e il Kenya britannico, nell'Oceano Indiano. Dopo aver superato alcune isole nella parte sud-occidentale dell'Oceano Indiano è stato raggiunto il punto di massima eclissi sulla superficie dell'oceano a circa 530 chilometri a nord-ovest dell'isola Amsterdam. Dopodiché, l'ombra si è gradualmente spostata verso est nel Mar di Tasmania, e infine è terminata al tramonto a circa 220 chilometri a nord-ovest delle isole più a sud della Nuova Zelanda.

## Eclissi correlate

### Eclissi solari 1946 - 1949
Questa eclissi è un membro di una serie semestrale. Un'eclissi in una serie semestrale di eclissi solari si ripete approssimativamente ogni 177 giorni e 4 ore (un semestre) in nodi alternati dell'orbita della Luna.

### Ciclo di Saros 142
L'evento fa parte del ciclo di Saros 142, che si ripete ogni 18 anni, 11 giorni, contenente 72 eventi. La serie è iniziata con un'eclissi solare parziale il 17 aprile 1624. Contiene un'eclissi ibrida il 14 luglio 1768 ed eclissi totali dal 25 luglio 1786 al 29 ottobre 2543. La serie termina al membro 72 con un'eclissi parziale il 5 giugno 2904. La durata più lunga della totalità sarà di 6 minuti e 34 secondi il 28 maggio 2291. Tutte le eclissi di questa serie si verificano nel nodo discendente della Luna.